# Cylindryczne Ekrany LED
Cylindryczne Ekrany LED – urządzenia oparte na diodach świecących, służące do ograniczenia ilości LED-ów użytych do wyświetlania klatek. Wyświetlacz składa się z matrycy zawierającej wiele zespołów diod, wewnętrznej ramy i urządzenia podtrzymującego. Rama wewnętrzna zawiera w sobie zespół diod poruszających się w obu kierunkach po osi podłużnej. Podczas obrotu bębna, system kontroluje każdy piksel z dokładnością do 1/100 stopnia celem reprodukcji obrazu. Ekrany te wyświetlają panoramiczny obraz wyraźnie widoczny pod dowolnym kątem i z odległości nawet 30 metrów. Obraz udostępnia od jednej do trzech powierzchni wyświetlania i osiąga wysoki kontrast 5000:1 oraz jasność - od 750 cd/m² dla modeli indoorowych do 5000 cd/m² dla outdooru. Cylindryczne ekrany LED najlepiej sprawdzają się przy współpracy z technologią Digital Signage. Wyświetlacze tego typu stosuje się w centrach handlowych I innych miejscach publicznych. Za ich pomocą można rozpowszechniać treści promocyjne, informacyjne i rozrywkowe.